# イオンタウン塩釜
イオンタウン塩釜（イオンタウンしおがま）は、宮城県塩竈市にあるイオンタウンが運営しているショッピングセンター。ザ・ビッグと35の専門店からなる。2007年5月25日（22日プレオープン）開業。

## 概要
塩竈市が市中心部の貨物ヤード（塩釜埠頭駅）跡地再開発「海辺の賑わい地区」の参画事業者の公募が行われたのが始まりである。
この「海辺の賑わい地区」と呼ばれる再開発は、当施設のある商業地区と住宅地区、本塩釜駅とマリンゲートを接続する歩行者専用通路などを中心とした整備を行う事業とされた。
最終選考に残ったヨークベニマルや大和工商リース、マルチ・プラザ・ワーフ塩竈を抑えて、イオンが選ばれた。その選定における講評では、既存店舗が中心市街地で果たしてきた役割と当地区への移転後に回遊性を維持することを打ち出したことなどを評価している。
この事業計画で既存店舗からの移転を打ち出しており、海岸通り269に出店していたジャスコ塩釜店は、2007年（平成19年）2月20日に閉店となった。
当ショッピングセンターは、「イオン塩釜ショッピングセンター」として2007年（平成19年）4月13日の開業に向けて準備が進められたが、2007年（平成19年）5月25日に「イオンタウン塩釜ショッピングセンター」として開業することになった。
2階建ての近郊型ショッピングセンター（NSC）で、アクアゲート口より徒歩1分の場所に位置し、施設の外観イメージは海が近いことから船をイメージして造られている。
2010年（平成22年）2月21日より核店舗である、マックスバリュ塩釜店の運営が、イオンリテール株式会社からマックスバリュ南東北株式会社へ変更された。ショッピングセンターの管理はイオンリテールSC事業本部が行っていた。
2010年（平成22年）2月28日、南米で発生した地震により大津波警報が発表され、12時をもって一時閉鎖を決定した。イオンタウン塩釜ショッピングセンターには多くの来店者がおり、店内放送により「大津波警報発表に伴い一時閉店をいたします」と、来店者へ早急な避難を促す措置をとった。閉店処理後、従業員は屋上駐車場に一時避難し警報解除を待ったが、15時過ぎになっても大津波警報が警報解除にならず、当日の営業再開を断念した。翌3月1日9時にマックスバリュ塩釜店、10時にSC全体が営業を再開した。
2011年（平成23年）3月11日14時46分頃に発生した東北地方太平洋沖地震により、塩竈湾に隣接するイオンタウン塩釜ショッピングセンター店内や外壁に亀裂・損壊が発生。大津波の影響より一階フロアはすべて浸水した。なお震災避難当時約200人が屋上駐車場に取り残された状態だった事を震災翌日NHK仙台放送局が伝えた。
復旧工事の末、震災以降休業していたマックスバリュ塩釜店はザ・ビッグ塩釜店として6月25日に業態転換。順次1F、2Fの専門店街も再開した。
2011年（平成23年）11月21日に運営がイオンリテールからイオンタウンへ変更され、イオンタウン塩釜ショッピングセンターの名称がイオンタウン塩釜へ変更。
2024年（令和6年）3月1日、イオンビッグ株式会社がマックスバリュ南東北株式会社を合併した事に伴い、核店舗のザ・ビッグ塩釜店の運営がイオンビッグに変更された。

## 沿革
- 2006年（平成17年）7月 - 塩竈市が「海辺の賑わい地区」の参画事業者にイオンを選定したと発表[2]。
- 2007年（平成19年）
  - 2月20日 - ジャスコ塩釜店閉店[4]。
  - 5月25日 - イオンタウン塩釜ショッピングセンターとして開業[1]。
- 2009年（平成21年）2月2日 - マックスバリュ塩釜店のレジ袋が有料化。
- 2010年（平成22年）2月21日 - マックスバリュ塩釜店の運営をイオンリテールからマックスバリュ南東北株式会社へと変更。
- 2011年（平成23年）
  - 3月11日 - 東日本大震災の影響により営業休止。
  - 6月25日 - マックスバリュ塩釜店がザ・ビッグ塩釜店に業態転換。
  - 11月21日 - イオンタウン塩釜へ名称変更。同日に運営をイオンタウン、施設所有者がイオンへ変更された。
- 2024年（令和6年）3月1日 - 吸収合併に伴い、ザ・ビッグ塩釜店の運営をマックスバリュ南東北からイオンビッグ株式会社へ変更。

## 主なテナント
- ザ・ビッグ塩釜店（2011年6月25日にマックスバリュから転換）
- キャンドゥ
- サンキ
- 未来屋書店
- ソフトバンク×Y!mobile